# Dove Award „Az Év Dalszerzője” kategóriában
A Dove Award nyertesei "Az Év Dalszerzője" kategóriában: 
- 2009 Steven Curtis Chapman
- 2008 Cindy Morgan
- 2007 Aaron Shust
- 2006 Christa Wells
- 2005 Mark Hall
- 2004 Mark Hall
- 2003 Nichole Nordeman
- 2002 Bart Millard
- 2001 Nicole C. Mullen
- 2000 Michael W. Smith
- 1999 Rich Mullins
- 1998 Steven Curtis Chapman
- 1997 Steven Curtis Chapman
- 1996 Michael W. Smith
- 1995 Steven Curtis Chapman
- 1994 Steven Curtis Chapman
- 1993 Steven Curtis Chapman
- 1992 Steven Curtis Chapman
- 1991 Steven Curtis Chapman
- 1990 Steven Curtis Chapman
- 1989 Steven Curtis Chapman
- 1988 Larnelle Harris
- 1987 Dick and Melodie Tunney
- 1986 Gloria Gaither
- 1985 Michael W. Smith
- 1984 Lanny Wolfe
- 1983 Michael Card
- 1982 Dottie Rambo
- 1981 Gary Chapman
- 1980 Don Francisco
- 1979 Nem osztották ki
- 1978 Dallas Holm
- 1977 Bill Gaither
- 1976 Bill Gaither
- 1975 Bill Gaither
- 1974 Bill Gaither
- 1973 Bill Gaither
- 1972 Bill Gaither
- 1971 Nem osztották ki
- 1970 Bill Gaither
- 1969 Bill Gaither